# Sadów
Sadów (německy Sodow, slezsky Sodowje) je starostenská vesnice v gmině Koszęcin v okrese Lubliniec ve Slezském vojvodství. V letech 1945–1955 byla sídlem gminy Sadów.

## Název
Název pochází od slova sad označující místo osázené ovocnými stromy. Heinrich Adamy ve svém díle o místních názvech obcí ve Slezsku vydané v roce 1888 ve Vratislavi uvádí jako nejstarší název vesnice Sadow, vysvětluje význam Gartenland čili v jako země zahrad
V latinské Liber fundationis episcopatus Vratislaviensis z doby biskupa Jindřicha I. z Vrbna v letech 1297–1305 byla uváděna jako Sadowe. V 19. století existovaly vesnice Sadów Górny, Sadów Dolny, které byly později byly sloučeny pod Sadów. V letech 1936–1945 byla vesnice v rámci germanizace přejmenována na Sodow.

## Poloha a počet obyvatel
Vesnice se nachází 4 km východně od města Lubliniec. Rozloha Sadówa je 11 km2. Jejími sousedy jsou: Lubliniec, Kochanovice, Harbułtowice, Wierzbice, Rusinowice.
V roce 2011 v Sadowě žilo 1371 obyvatel (704 mužů a 667 žen).
V Sadówě s nachází:
- základní škola
- mateřská škola
- sbor dobrovolných hasičů založen v roce1925
- sportovní klub LKS Pokój Sadów
- fotbalové hřiště
- dva bludné balvany, z nichž jeden je nazýván Schillův pomník

## Transport
Vesnicí vede silnice č. 906 z Lubliniece do Koszęcina.

## Turistika a pamětihodnosti
Ve vesnici se nachází hřebčín, kde je možné využít nabídky jízdy na koni nebo v kočáru. Z pamětihodností:
- gotický zděný kostel Svatého Jozefa z roku 1331 a dřevěná zvonice z 18. století, která je součástí Stezky dřevěné architektury Slezského vojvodství. Farnost v Sadově byla založena ve 13. století, do roku 1869 měla 34 farností.[10] K farnosti patří Wierzbie a Harbułtowice.